# Bronisław Dąbrowski (powstaniec)
Bronisław Bolesław Dąbrowski herbu własnego (ur. 19 września 1815 w Warszawie, zm. 2 kwietnia 1880 w Winnej Górze) – działacz niepodległościowy, powstaniec, syn generała Jana Henryka Dąbrowskiego.

## Życiorys
Bronisław Bolesław Dąbrowski był synem J.H. Dąbrowskiego i Barbary z Chłapowskich. Przed śmiercią ojciec powołał swego adiutanta, pułkownika Ludwika Sczanieckiego (1789–1854) na opiekuna prawnego małoletniego syna. Osiadł w Winnogórze k. Miłosławia po ukończeniu studiów w Dreźnie i Lipsku oraz odbyciu w latach 1833–1837 służby wojskowej w artylerii gwardii pruskiej.
W 1842 Bronisław ożenił się z Weroniką Łącką, siostrzenicą Emilii Sczanieckiej. W 1845 poznał w domu Łąckich emisariusza Ludwika Mierosławskiego i został wciągnięty do działalności konspiracyjnej. Bronisław Dąbrowski zaangażował się wówczas w organizację powstania w zaborze rosyjskim, miał zostać jego dowódcą na prawym brzegu Wisły, na terenie Kongresówki. Udał się w lutym 1846 do Warszawy, gdzie nawiązał kontakt z konspiracją warszawską, a później przeniósł się do swego majątku w Kuflewie, w którym czynił przygotowania do ataku na Dęblin. 20 lutego został ostrzeżony o rozbiciu spisku w Poznańskiem, więc zrezygnował z dalszych przygotowań powstańczych i opuścił potajemnie teren Królestwa. Oddał się w ręce władz po przybyciu do Prus. Sądzony w procesie berlińskim, ale przed wyrokiem (skazującym na 2 lata więzienia) zwolniony został za kaucją z więzienia.
Weronika po prześladowaniach przez zaborców straciła syna, nie mogła mieć już więcej dzieci. Wybuch rewolucji 1848 roku w Berlinie zmusił króla pruskiego Fryderyka Wilhelma IV do ogłoszenia amnestii na skazanych Polaków, w tym Bronisława Dąbrowskiego.
Bronisław Dąbrowski zamieszkał w Winnej Górze, nigdy już nie wrócił do Kuflewa i swej żony, która mieszkała tu do śmierci, ponieważ władze carskie zabroniły mu dożywotnio pobytu na terenie Rosji.
Po wybuchu powstania wielkopolskiego w 1848 Dąbrowski został członkiem Wojennego Komitetu Narodowego w Poznaniu i uczestniczył w organizowaniu sił zbrojnych w zaborze pruskim. Jako oficer sztabowy brał udział w bitwach pod Miłosławiem i Wrześnią.
Organizował pomoc dla powstania styczniowego w 1863.
Pochowany w kościele w Winnej Górze.
Weronika zmarła w 1896, pozostawiając Kuflew swemu bratankowi Antoniemu Łąckiemu. Po odzyskaniu dóbr w Kuflewie wystawiła pomnik ku czci św. Antoniego z napisem ma marmurowej tablicy „Świętemu Antoniemu patronowi od rzeczy odzyskanych w podzięce – Weronika z Łąckich Dąbrowska – 1864 r. za odzyskanie męża więzionego w Berlinie do którego trafił za zorganizowanie powstania w 1846 roku”.